# Marielle Macé
Pour les articles homonymes, voir Macé.
Marielle Macé, née le 8 août 1973, est une historienne de la littérature et essayiste française.

## Biographie
Marielle Macé est ancienne élève de l'ENS (promotion L1993) et docteure en littérature française de l'université Paris-Sorbonne (2002).
Directrice de recherches au CNRS, spécialiste de théorie littéraire, elle enseigne la littérature à l'EHESS.

## Axes de recherche
Sa réflexion porte sur le genre de l’essai, sur l'extension de la notion de style et sur les formes de l’expérience littéraire.
Dans son ouvrage Le temps de l'essai (éditions Belin, 2006), elle définit la pratique de l'essai comme « subjectivation d'une réflexion » et « reformulation de soi », situant sa réflexion au croisement de l'esthétique et de la sociologie.
Marielle Macé travaille notamment sur les solidarités décelables entre la poésie et une anthropologie élargie aux choses, aux environnements, aux communs, aux plantes et aux animaux.

## Récompenses
Prix Romieu (ENS, 1999)
Grand prix SGDL de la non-fiction 2023

## Ouvrages
- Le Genre littéraire, Flammarion, coll. « GF Corpus », 2004
- Le Temps de l'essai : histoire d'un genre en France au XXe siècle, Belin, coll. « L'Extrême contemporain », 2006
- Façons de lire, manières d'être, Gallimard, coll. « NRF Essais », 2011
- Styles : critique de nos formes de vie, Gallimard, coll. « NRF Essais », 2016
- Sidérer, considérer : migrants en France, 2017, Verdier, coll. « La petite jaune », 2017
- Nos cabanes, Verdier, coll. « La petite jaune », 2019  (ISBN 978-2-37856-015-7)
- Une pluie d'oiseaux, Corti, coll. « Bibliophilia », 2022  (ISBN 978-2-7143-1278-5), Grand prix SGDL de la non-fiction 2023
- Respire, Verdier, coll.« La petite jaune », 2023